# تياغو ليموس
تياغو ليموس هو لاعب كرة قدم برتغالي في مركز الوسط، ولد في 1977. لعب مع نيا سلاميس فاماغوستا.